# Міддлтаун (Міссурі)
Міддлтаун (англ. Middletown) — місто (англ. city) в США, в окрузі Монтгомері штату Міссурі. Населення — 171 особа (2020).

## Географія
Міддлтаун розташований за координатами 39°7′43″ пн. ш. 91°24′50″ зх. д. / 39.12861° пн. ш. 91.41389° зх. д. (39.128655, -91.413846).  За даними Бюро перепису населення США в 2010 році місто мало площу 0,83 км², уся площа — суходіл.

## Демографія
Згідно з переписом 2010 року, у місті мешкало 167 осіб у 79 домогосподарствах у складі 45 родин. Густота населення становила 201 особа/км².  Було 104 помешкання (125/км²).
Расовий склад населення:
| - 93,4 % — білих - 0,6 % — корінних американців |

До двох чи більше рас належало 6,0 %. Частка іспаномовних становила 0,0 % від усіх жителів.
За віковим діапазоном населення розподілялося таким чином: 19,8 % — особи молодші 18 років, 55,6 % — особи у віці 18—64 років, 24,6 % — особи у віці 65 років та старші. Медіана віку мешканця становила 45,9 року. На 100 осіб жіночої статі у місті припадало 128,8 чоловіків;  на 100 жінок у віці від 18 років та старших — 123,3 чоловіків також старших 18 років.
Середній дохід на одне домашнє господарство  становив 33 690 доларів США (медіана — 28 750), а середній дохід на одну сім'ю — 34 891 долар (медіана — 31 667). За межею бідності перебувало 36,0 % осіб, у тому числі 50,0 % дітей у віці до 18 років та 9,7 % осіб у віці 65 років та старших.
Цивільне працевлаштоване населення становило 90 осіб. Основні галузі зайнятості: освіта, охорона здоров'я та соціальна допомога — 22,2 %, виробництво — 20,0 %, роздрібна торгівля — 12,2 %, публічна адміністрація — 10,0 %.